# Biston tortuosa
Biston tortuosa là một loài bướm đêm trong họ Geometridae.